# Arthur Granville Dewalt

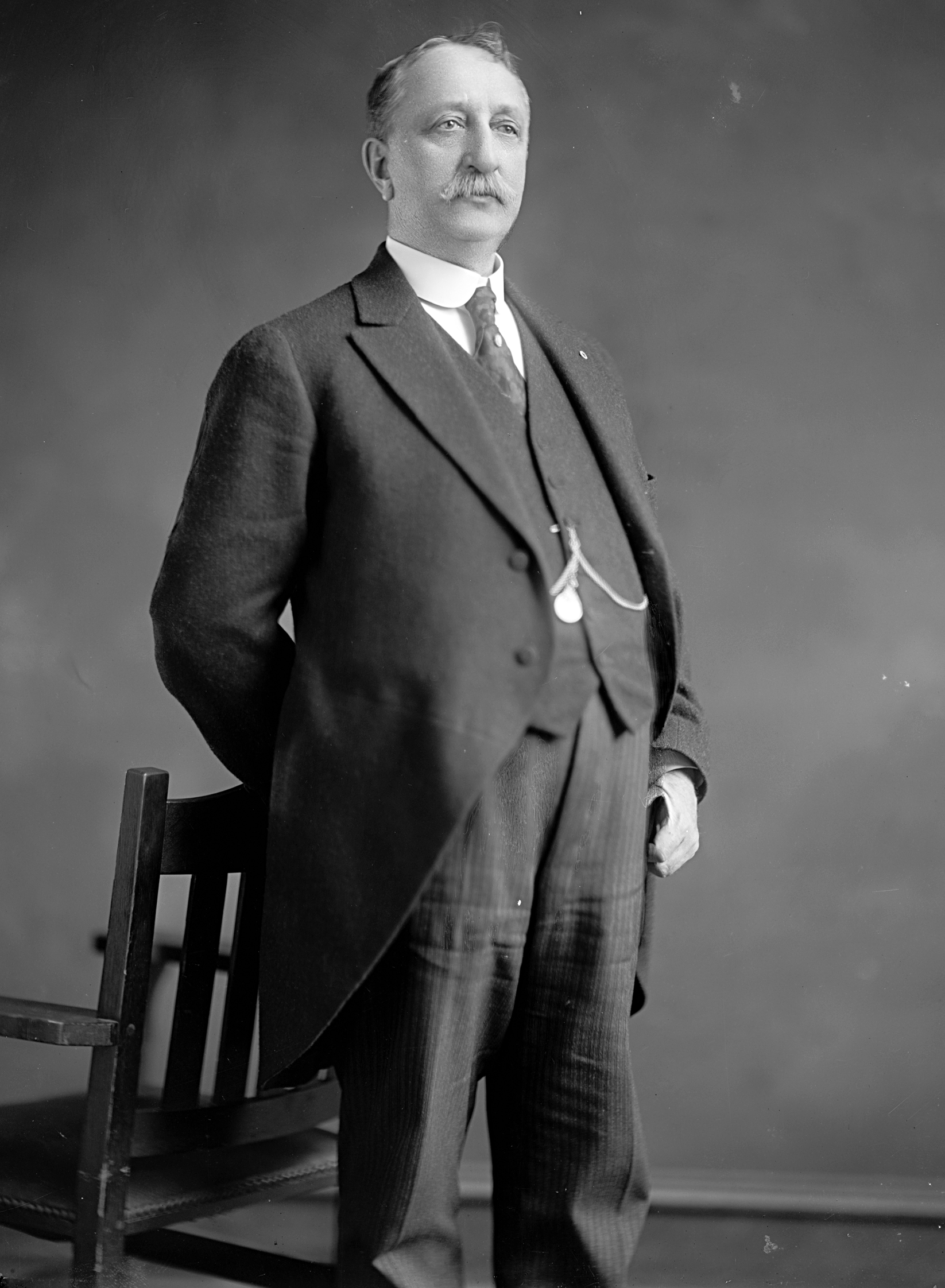
Arthur Granville Dewalt

Arthur Granville Dewalt (* 11. Oktober 1854 in Bath, Northampton County, Pennsylvania; † 26. Oktober 1931 in Allentown, Pennsylvania) war ein US-amerikanischer Politiker. Zwischen 1915 und 1921 vertrat er den Bundesstaat Pennsylvania im US-Repräsentantenhaus.

## Werdegang
Arthur Dewalt besuchte die öffentlichen Schulen seiner Heimat und danach bis 1870 die Keystone State Normal School. Im Jahr 1874 absolvierte er das Lafayette College in Easton. Nach einem anschließenden Jurastudium und seiner 1877 erfolgten Zulassung als Rechtsanwalt begann er in Allentown in diesem Beruf zu arbeiten. Zwischen 1880 und 1883 war er Bezirksstaatsanwalt im dortigen Lehigh County. Gleichzeitig schlug er als Mitglied der Demokratischen Partei eine politische Laufbahn ein. Zwischen 1902 und 1910 saß er im Senat von Pennsylvania; in den Jahren 1904 und 1908 nahm er als Delegierter an den jeweiligen Democratic National Conventions teil. Von 1909 bis 1910 war er Staatsvorsitzender seiner Partei für Pennsylvania. Er fungierte auch zehn Jahre lang als Kommandeur des vierten Regiments der Nationalgarde seines Staates.
Bei den Kongresswahlen des Jahres 1914 wurde Dewalt im 13. Wahlbezirk von Pennsylvania in das US-Repräsentantenhaus in Washington, D.C. gewählt, wo er am 4. März 1915 die Nachfolge von John Hoover Rothermel antrat. Nach zwei Wiederwahlen konnte er bis zum 3. März 1921 drei Legislaturperioden im Kongress absolvieren. In diese Zeit fiel der Erste Weltkrieg. Während seiner Zeit im Kongress wurden der 18. und der 19. Verfassungszusatz ratifiziert.
Im Jahr 1920 verzichtete Arthur Dewalt auf eine weitere Kongresskandidatur. Nach dem Ende seiner Zeit im US-Repräsentantenhaus praktizierte er wieder als Anwalt in Allentown, wo er am 26. Oktober 1931 verstarb.